# Луверн (Минесота)
Луверн (енгл. Luverne) град је у америчкој савезној држави Минесота.

## Демографија
По попису из 2010. године број становника је 4.745, што је 128 (2,8%) становника више него 2000. године.
| Група             | 2000.         | 2010.         |
| Белци             | 4.447 (96,3%) | 4.478 (94,4%) |
| Афроамериканци    | 31 (0,7%)     | 39 (0,8%)     |
| Азијати           | 27 (0,6%)     | 30 (0,6%)     |
| Хиспаноамериканци | 72 (1,6%)     | 126 (2,7%)    |
| Укупно            | 4.617         | 4.745         |